# 狩龍戰紀

《狩龍戰紀》是由台灣傳奇網路開發製作的一款大型多人線上角色扮演遊戲。《狩龍戰紀》是一款主打狩獵生活的遊戲，玩家將扮演一位獵人，操控不同特色的武器系統來挑戰各地的巨型龍獸。遊戲過程中，玩家將會擁有一位好夥伴「布布利」，可以指揮他擺設多樣化的陷阱、投彈，來進行牽制，同時還可以算準時機跳躍攀附至龍獸身上跟牠纏鬥。戰鬥中取得的素材將製作成具有怪物特徵的強力裝備，玩家的目標將是成為最強的狩獵高手。

## 歷史
- 2014年1月7日：傳奇網路公司發布年度營運計劃，於營運計劃中，《狩龍戰紀》的遊戲名稱與宣傳圖首度公開。[1]
- 2014年6月26日：《狩龍戰紀》形象官方網站正式公開，遊戲主題曲、遊戲宣傳影片曝光。[2]
- 2014年7月4日：傳奇網路公司宣布將於2014/7/17展開菁英封測。[3]
- 2014年7月10日：職業及武器介紹首度公開。[4]
- 2014年8月14日：封閉測試。
- 2014年8月21日：公開測試。

## 主題曲
作詞 ：Queen Mesa
作曲 ：Rita Summy
編曲 ：MACARONI☆
歌 ：奥井雅美